# Yusuke Miura
Yusuke Miura (født 27. august 1991) er en japansk fodboldspiller.
Han har spillet for flere forskellige klubber i sin karriere, herunder YSCC Yokohama.